# George R. Latham

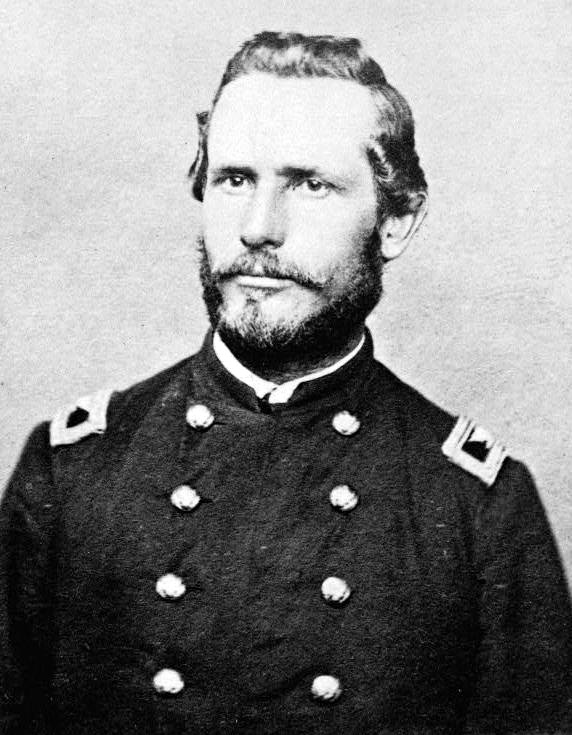
George R. Latham

George Robert Latham (* 9. März 1832 in Haymarket, Prince William County, Virginia; † 16. Dezember 1917 in Buckhannon, West Virginia) war ein US-amerikanischer Politiker. Zwischen 1865 und 1867 vertrat er den zweiten Wahlbezirk des Bundesstaates West Virginia im US-Repräsentantenhaus.

## Werdegang
George Latham besuchte die öffentlichen Schulen seiner Heimat. Nach einem anschließenden Jurastudium und seiner im Jahr 1859 erfolgten Zulassung als Rechtsanwalt begann er in Grafton im heutigen West Virginia, das damals noch zu Virginia gehörte, in seinem neuen Beruf zu praktizieren. Im Jahr 1861 war er Delegierter auf einer Konferenz in Wheeling, auf der die Weichen für die Abspaltung des späteren Staates West Virginias von Virginia gestellt wurden. Während des Bürgerkrieges war Latham Offizier der Unionsarmee. Dabei stieg er bis zum Oberst einer Freiwilligen-Infanterieeinheit auf.
Bei den Kongresswahlen des Jahres 1864 wurde er als Kandidat der National Union Party im zweiten Distrikt von West Virginia in das US-Repräsentantenhaus in Washington, D.C. gewählt. Dort trat er am 4. März 1865 die Nachfolge von William Gay Brown an. Da er im Jahr 1866 auf eine erneute Kandidatur verzichtete, konnte er bis zum 3. März 1867 nur eine Legislaturperiode im Kongress absolvieren, die von den Streitereien zwischen den radikalen Republikanern und Präsident Andrew Johnson überschattet war.
Zwischen 1867 und 1870 war Latham amerikanischer Konsul in Melbourne (Australien). Von 1875 bis 1877 fungierte er als Schulrat im Upshur County; außerdem leitete er als Supervisor of Census das statistische Landesamt im ersten statistischen Bezirk von West Virginia. Latham beschäftigte sich in den Jahren nach 1870 auch mit landwirtschaftlichen Angelegenheiten. Politisch ist er nicht mehr in Erscheinung getreten. Er starb im Dezember 1917 in Buckhannon und wurde dort auch beigesetzt.